# DS 5
DS 5 este un hatchback executiv compact care a fost proiectat și dezvoltat de producătorul francez de automobile Citroën și lansat pe piața din Europa în noiembrie 2011. A fost al treilea model din submarca premium DS. Lansată ca Citroën DS5, mașina a fost relansată ca DS 5 în 2015, ca urmare a deciziei Citroën de a-și redenumi modelele DS și de a le comercializa sub marca DS.